# Hannah Dodd
Hannah Francesca  Katie Dodd (Colchester, 17 maggio 1995) è un'attrice e modella britannica.

## Biografia
Hannah Dodd è nata nel Colchester e cresciuta nel Leavenheath al confine tra l'Essex e il Suffolk. Ha frequentato l'accademia Ormiston Sudbury. Balla da quando ha due anni. Ha frequentato un corso all'Evolution Foundation College prima di laurearsi in danza teatrale presso il London Studio Centre nel 2017.

## Carriera
Con la sua carriera da modella, Hannah Dodd a 16 anni ha firmato un contratto con il Select Model Management. Con il ricavato del suo lavoro è riuscita a finanziarsi i suoi studi di danza. Ha posato come modella per marchi come Primark, Topshop, Boden e Monsoon Accessorize prima di collaborare con Burberry nel 2014 all'età di 19 anni insieme a Romeo Beckham.
Nel 2018 Hannah Dodd debutta in televisione con le serie Hulu Cercami a Parigi e Harlots. Nel 2019 compare nel film Una famiglia al tappeto con un piccolo ruolo. Nel 2021 partecipa al film della Marvel Cinematic Universe Eternals. Nell'anno seguente Hannah Dodd interpreta la versione giovane del ruolo interpretato da Sienna Miller nella miniserie Netflix Anatomia di uno scandalo.
Sempre nel 2022, Hannah Dodd ha un piccolo ruolo nel secondo capitolo della saga di Enola Holmes. A maggio 2022 viene annunciato che Hannah Dodd sostituirà Ruby Stokes nel ruolo di Francesca Bridgerton nella terza stagione della serie drama Bridgerton di produzione Shondaland con Netflix.

## Filmografia

### Film
| Anno | Titolo                  | Ruolo                  | Appunti      |
| ---- | ----------------------- | ---------------------- | ------------ |
| 2019 | Una famiglia al tappeto | Townie                 |              |
| 2021 | Eternals                | Sandra                 |              |
| 2022 | Enola Holmes 2          | Sarah Chapman / Cicely | Film Netflix |

### Televisione
| Anno      | Titolo                           | Ruolo                   | Appunti                                       |
| --------- | -------------------------------- | ----------------------- | --------------------------------------------- |
| 2018–2020 | Cercami a Parigi                 | Dorothea "Thea" Raphael | Ricorrente (stagione 1-2)                     |
| 2018–2019 | Harlots                          | Sophia Fitzwilliam      | Ricorrente (serie 2–3; 5 episodi)             |
| 2020      | Pandora                          | Jennifer                | Episodio: "Don't Think Twice, It's All Right" |
| 2022      | Anatomia di uno scandalo         | Young Sophie Whitehouse | Miniserie; 4 episodi                          |
| 2022      | Flowers in the Attic: The Origin | Corinne Foxworth        | Miniserie                                     |
| 2023      | Bridgerton                       | Francesca Bridgerton    | Stagione 3                                    |

## Doppiatrici italiane
Nelle versioni in italiano delle opere in cui ha recitato, Hannah Dodd è stata doppiata da:
- Federica Russello in Una Famiglia al Tappeto